# Hope not Hate
Hope not Hate (estilitzat com HOPE not hate) és un grup d'activistes basat en el Regne Unit que crea "campanyes per contraatacar el racisme i el feixisme", i per "combinar recerca de primera classe amb els moviments de base per derrotar grups d'odi a eleccions d'arreu i per construir comunitat resilient en contra de l'extremisme."
Va ser creada el 2004 per Nick Lowles, antic editor de la revista antifeixista Searchlight, com un projecte dins la mateixa revista. Posteriorment, el 2011, va esdevenir un projecte independent. Diversos polítics i celebritats han recolzat el projecte, així com diversos sindicats.
L'entitat, constituïda legalment com una associació sense ànim de lucre al Regne Unit es financia parcialment amb col·lectes benèfiques, diners de sindicats i donacions individuals. No rep cap finançament de cap govern ni de la Unió Europea.